# 萊·哈夫彭尼
萊·哈夫彭尼（英語：Leigh Halfpenny；1988年12月22日—）是一位威爾斯橄欖球運動員。他是威爾斯國家橄欖球隊的一員，代表威爾斯參加了2011年世界盃橄欖球賽。